# Yordanis Arencibia
Yordanis Arencibia Verdecia (* 24. Januar 1980 in Amancio Rodríguez, Las Tunas) ist ein kubanischer Judoka in der Gewichtsklasse bis 66 kg.
Yordanis Arencibia wurde 1998 Juniorenweltmeister. Im Jahre 2003 holte er die Goldmedaille bei den Panamerikanischen Spielen. 1999 und 2007 holte er jeweils Bronze. Weiterhin ist er mehrfacher Medaillengewinner bei den Weltmeisterschaften (Silber: 2007; Bronze: 1999, 2001, 2003). Bei den Olympischen Spielen 2004 in Athen und 2008 in Peking erkämpfte er sich die Bronzemedaille.

## Größte Erfolge

### Olympische Spiele
- Olympische Sommerspiele 2004 in Athen (Griechenland):

 Bronzemedaille in der Gewichtsklasse bis 66 kg (Halbleichtgewicht).
- Olympische Sommerspiele 2008 in Peking (China):

 Bronzemedaille in der Gewichtsklasse bis 66 kg (Halbleichtgewicht).

### Weltmeisterschaften
- Weltmeisterschaften 1999 in Birmingham (Großbritannien):

 Bronzemedaille in der Gewichtsklasse bis 66 kg (Halbleichtgewicht).
- Weltmeisterschaften 2001 in München:

 Bronzemedaille in der Gewichtsklasse bis 66 kg (Halbleichtgewicht).
- Weltmeisterschaften 2003 in Osaka (Japan):

 Bronzemedaille in der Gewichtsklasse bis 66 kg (Halbleichtgewicht).
- Weltmeisterschaften 2007 in Rio de Janeiro (Brasilien):

 Silbermedaille in der Gewichtsklasse bis 66 kg (Halbleichtgewicht).

### Panamerikanische Spiele
- Panamerikanische Spiele 1999 in Winnipeg (Kanada):

 Bronzemedaille in der Gewichtsklasse bis 66 kg (Halbleichtgewicht).
- Panamerikanische Spiele 2003 in Santo Domingo (Dominikanische Republik):

 Goldmedaille in der Gewichtsklasse bis 48 kg (Superleichtgewicht).
- Panamerikanische Spiele 2007 in Rio de Janeiro:

 Bronzemedaille in der Gewichtsklasse bis 66 kg (Halbleichtgewicht).

### Junioren
- Juniorenweltmeisterschaften 2006 in Santo Domingo (Dominikanische Republik):

 Goldmedaille